# 施慶
施慶，四川江津縣人，明朝政治人物、進士出身。

## 生平
宣德二年，登進士，授監察御史。